# Their Golden Wedding (film, 1915)
Their Golden Wedding est un film muet américain réalisé par Frank Lloyd et sorti en 1915.

## Fiche technique
- Titre : Their Golden Wedding
- Réalisation : Frank Lloyd
- Scénario : John Fleming Wilson, d'après sa nouvelle
- Production : Carl Laemmle
- Distribution : Universal Film Manufacturing Company
- Genre : Film dramatique
- Date de sortie :
  - États-Unis : 30 mai 1915

## Distribution
- Charles Manley : Charles 'Daddy' Darling
- May Benson : Jane Darling
- Marc Robbins : l'acteur
- Millard K. Wilson